# Patrick Corbin
Patrick Alan Corbin, född den 19 juli 1989 i Clay i New York, är en amerikansk professionell basebollspelare som spelar som pitcher för Washington Nationals i Major League Baseball (MLB). Han har tidigare spelat för Arizona Diamondbacks.
Corbin draftades av Los Angeles Angels i 2009 års MLB-draft.
Han har vunnit en World Series.